# جس استون: تغییر اساسی
جس استون: تغییر اساسی (انگلیسی: Jesse Stone: Sea Change) یک تله فیلم درام، جنایی و معمایی محصول سال ۲۰۰۷ آمریکا به کارگردانی رابرت هارمون با بازی تام سلک، کتی بیکر و کهل سودوت است. این فیلم بر اساس رمان «تغییر اساسی» نوشته رابرت بی. پارکر در سال ۲۰۰۶، دربارهٔ رئیس پلیس یک شهر کوچک نیوانگلند است که در مورد قتل حل نشده یک عابر بانک که در جریان یک سرقت گلوله خورده‌است، و یک تجاوز به عنف که او را به درگیری می‌کشاند، تحقیق می‌کند. شورای شهر امیدوار است که شهرت شهر را به عنوان یک استراحتگاه ساحلی ایده‌آل حفظ کند. داستان فیلم که در نوا اسکوشیا فیلمبرداری شده، در شهر خیالی پارادایس، ماساچوست می‌گذرد. این فیلم چهارمین مجموعه از نه فیلم تلویزیونی است که بر اساس رمان‌های جس استون ساخته شده‌است.